# Antiga fàbrica de paper (la Sénia)
L'Antiga fàbrica de paper és una obra de la Sénia (Montsià) inclosa a l'Inventari del Patrimoni Arquitectònic de Catalunya.

## Descripció
Edifici situat als afores del poble, en direcció a la Tinença de Benifassà. A l'edifici del segle xix s'hi ha afegit diverses construccions més modernes, que respecten la seva estructura. A més interessen tres xemeneies aïllades i bastant altes, de totxo i més amples a la base. L'edifici antic és de planta rectangular de 11x33 metres. Consta de planta i tres pisos. La primera planta dividida longitudinalment en dues naus amb volta de mig punt de pedra tosca (d'una només se'n conserva mitja) El primer i segon pis d'una sola nau, amb coberta plana d'embigat de fusta sustentat per una línia de gruixuts pilars a l'eix central; golfes en estat original, amb teulada a dues vessants de xebrons i eix longitudinal sustentat amb la perllongació dels pilars inferiors. Excepte a la planta, finestres d'arc de mig punt molt juntes. Murs de maçoneria (carreus en angles).

## Història
L'única data concreta és la de 1827 a la llinda de la porta del primer pis. És la fàbrica més vella del poble, utilitzada des del principi com a paperera, com indica la seva estructura de finestres seguides en arc de mig punt, amb la finalitat de facilitar el corrent d'aire i així l'assecat del paper, estès sobre un entramat del que se'n conserva part a la golfa. Fins a 1925 processos manuals en l'obtenció del paper ajudat sols per la forá del salt d'aigua de la séquia contigua. Després de 1925 introducció d'un procés continu mecanitzat (a la planta, restes de la primera maquinària). L'obtenció del paper tenia lloc a la planta, essent segon i tercer pis per a l'assecament i primer pis magatzem. Les xemeneies es degueren construir en introduir el procés mecanitzat. Hi ha instal·lada en el lloc una fàbrica de plàstics (BETRI S.A.)